# Le Renard de Paris
Pour plus de détails, voir Fiche technique et Distribution.
Le Renard de Paris (Der Fuchs von Paris) est un film ouest-allemand réalisé par Paul May sorti en 1957.

## Synopsis
En 1944, à Paris, occupée par l'armée allemande, juste avant que les Alliés débarquent en Normandie. Au quartier général allemand, le général Quade et le Generaloberst von der Heinitz conseillent la situation militaire. Les deux hommes attendent le débarquement allié sur la côte française. L'ordre d'Hitler de se battre jusqu'à la mort et de sacrifier la vie des soldats allemands a sans aucun doute suscité la volonté de résister aux deux officiers. Arrive alors le capitaine Fürstenwerth, le neveu de Quade, qui vient du front russe. Quade se confit à son neveu, qui voit aussi le désespoir d'une bataille finale dans le cas d'un débarquement américano-britannique en France. La quatrième personne présente est le major de l'Abwehr, Wedekind, sous le commandement de Quade. Le colonel Toller vient de Berlin pour superviser l'exécution de l'ordre d'Hitler.
Fürstenwerth veut passer le temps à Paris pour se détendre un peu et oublier les événements terribles du front de l'est. En promenade avec des vêtements civils dans le parc du château de Versailles, il sauve un jeune enfant de la noyade. La belle Française Yvonne vient vers l'incident, ils font connaissance. Elle amène l'Allemand chez son père pour qu'il puisse se sécher. Malgré l'attitude réservée de l'officier allemand, on traite Fürstenwerth poliment. François, un frère d'Yvonne, ne peut pas cacher sa profonde aversion pour l'Allemand. Yvonne donne à Fürstenwerth le costume de son autre frère qui avait été tué dans la guerre. Quand le jeune capitaine quitte la maison, il voit un homme qu'il a récemment rencontré. C'est André, qui dirige le groupe de résistance local. André discute de la situation avec Yvonne, son père et François, et demande à Yvonne de rester en contact avec Fürstenwerth, car cela pourrait leur être utile. Alors que Yvonne est maintenant en train de flirter avec Fürstenwerth, il ne réalise pas qu'il est depuis longtemps devenu un jeu d'intérêts de la Résistance française.
Quade et ses confidents ont pris une décision, ce qui rend le contact avec la Résistance française très utile. On veut que les Alliés aient les plans absurdes de l'OKW, afin que le Quartier général du Führer change sa décision. Quade connaît le contact de Fürstenwerth avec Yvonne et décide d'instruire son neveu de son plan. Il passe un dossier avec les plans, en espérant qu'il sera remis à la Résistance. Et cela arrive. Alors que Yvonne se promène dans le parc avec Fürstenwerth en uniforme, François et André copient les plans volés de la carte. Ils transmettent les documents à un officier de liaison britannique, l'officier de CIC colonel Robbins. Lorsque Fürstenwerth et Yvonne, qui commencent à tomber amoureux l'un de l'autre, rentrent chez eux un soir, André et François attendent avec des revolvers. Ils amènent Fürstenwerth dans une cachette secrète, une ferme à distance où Robbins l'attend déjà.
On exerce une pression massive sur Fürstenwerth pour obtenir d'autres documents importants. Il se produit quelque chose d'inattendu. L'Abwehr écoute les conversations de la Résistance depuis un certain temps et veut prendre ses membres dans un raid. La ferme est entourée, il y a une fusillade. Fürstenwerth tire sur le projecteur pour l'éteindre et sauve François qui est blessé. La gratitude des Britanniques et des Français est limitée, car maintenant ils menacent Fürstenwerth de le livrer à son armée s'il n'aide pas la Résistance. Quade, renseigné par Fürstenwerth, demande à son neveu de tenir quelques jours de plus, puis son plan va commencer. Il veut même obtenir la carte donnée à François.
Au grand malheur de Fürstenwerth, il était surveillé et est arrêté dans la rue par deux agents du SD, Biener et Däubele, quand il est sur le point de donner la carte dans un café à Yvonne. Dans sa cellule de prison, après un interminable interrogatoire, Fürstenwerth attend le secours de son oncle. Mais il ne peut pas intervenir s'il ne veut pas complètement ruiner son plan. Le général Quade doit sacrifier le capitaine Fürstenwerth, d'autant plus que le major Wedekind déclare la mauvaise nouvelle que le quartier général du Führer ne veut pas changer les plans des troupes. Fürstenwerth est abattu dans la cour de la prison. Yvonne entend seulement les fusils sur la route à quelques pâtés de maisons.

## Fiche technique
- Titre français : Le Renard de Paris ou Mission diabolique[1]
- Titre original allemand : Der Fuchs von Paris
- Réalisation : Paul May
- Scénario : Herbert Reinecker
- Musique : Hans-Martin Majewski
- Direction artistique : Hans Kuhnert, Wilhelm Vorwerg
- Costume : Walter Salemann
- Photographie : Georg Bruckbauer (de)
- Son : Heinz Garbowski
- Montage : Klaus Eckstein
- Production : Kurt Ulrich
- Sociétés de production : Kurt-Ulrich-Film
- Société de distribution : Constantin Film
- Pays d'origine :  Allemagne de l'Ouest
- Langue : allemand
- Format : Noir et blanc - 1,37:1 - Mono - 35 mm
- Genre : Guerre
- Durée : 98 minutes
- Dates de sortie :
  -  Allemagne de l'Ouest : 14 novembre 1957.
  -  France : 21 mars 1958[1].
  -  Suède : 5 mai 1958.
  -  Finlande : 16 janvier 1959.

## Distribution
- Martin Held : le général Quade
- Hardy Krüger : le capitaine Fürstenwerth, son neveu
- Marianne Koch : Yvonne
- Paul Hartmann : le Generaloberst von der Heinitz
- Michel Auclair : André, chef de la Résistance
- Peter Mosbacher : Major Wedekind, officier de l'Abwehr à Paris
- Viktor Staal (de) : le colonel Toller
- Hans Waldemar Anders : le général Dörffler
- Erik von Loewis : le général Eisner
- Jean Paul Roussillon : François, le frère d'Yvonne
- Jean Murat : le père d'Yvonne
- Jean Vinci : colonel Robbins, officier du CIC
- Reinhard Kolldehoff : Biener, SD
- Wolfgang Völz : Däubele, SD
- Walter Gross : Kleinschmidt, secrétaire de Quade
- Joachim Boldt : le capitaine Salter, officier d'ordonnance
- Gerd Martienzen : l'aumônier militaire

## Source de la traduction
- (de) Cet article est partiellement ou en totalité issu de l’article de Wikipédia en allemand intitulé « Der Fuchs von Paris » (voir la liste des auteurs).